# サラボージー2世
サラボージー2世（マラーティー語：सर्फोजी, タミル語：சரபோஜி, ：Sarabhoji II, 1777年9月24日 - 1832年3月7日）は、南インドのタミル地方、タンジャーヴール・マラーター王国及びタンジャーヴール藩王国の君主（在位：1787年 - 1793年、1798年 - 1832年）。セルフォージー2世（Serfoji II）とも呼ばれる。

## 生涯

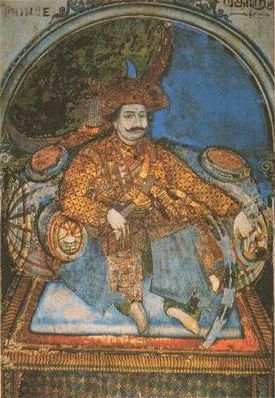
サラボージー2世

1787年1月23日、サラボージーは王であるトゥラジャージーの養子となり、同年に父王が死亡したことにより、その王位を継承した。
1792年7月2日、叔父で摂政のアマル・シングがイギリスと軍事保護条約を締結したため、タンジャーヴール・マラーター王国は藩王国化し、サラボージー2世は藩王となった。
1793年、イギリスのマドラス知事により、アマル・シングが養父の正統な後継者とされたためにサラボージー2世は廃位され、アマル・シングが藩王となった。
1798年、サラボージー2世が王位を主張したことから問題が発生し、同年6月29日にアマル・シングは退位し、サラボージー2世が復位した。
1799年11月26日、サラボージー2世はイギリスと新たな軍事保護条約を締結し、タンジャーヴール城を除き、全土に対する統治権を委譲した。その代わり、彼には莫大な年金と土地の5分の1収に相当する入を毎年受け取ることとなった。
19世紀初頭になると、第二次マイソール戦争によって破壊された国土もようやく復興が始まり、サラボージー2世の治世に明るい兆しが見えてくるようになった。
サラボージー2世は最新の印刷技術を印刷所を建設して、様々な分野に関する図書を公表し、首都タンジャーヴールにあるサラスヴァティー・マハル図書館の拡張に成功した。また、サラボージー2世は医療技術の拡充に努め、白内障といった眼科治療を研究させ、それを実践し手術した。
1832年3月7日、サラボージー2世は死亡し、息子のシヴァージーが藩王位を継承した。

## 人物
サラボージー2世は多様な言語の博学者であり、タミル語、テルグ語、ウルドゥー語、ペルシア語といったインド圏の言語みならず、英語、フランス語、ドイツ語、デンマーク語、ギリシア語、オランダ語、ラテン語まで堪能した人物であった。